# Дагмар Луструп
Дагмар Луструп (дан. Lustrup, Dagmar) — данська громадська діячка, учасниця Жіночої організації за мир у районі Тістеда (Ютландія, Данія), яка під час Другої світової війни брала активну участь у рятуванні єврейських підлітків від переслідувань нацистів. 2 жовтня 1984 року удостоєна почесного звання Праведниця народів світу, присудженого Яд Вашем.

## Діяльність у роки війни
У 1939 році, після окупації Чехословаччини нацистською Німеччиною, група єврейських підлітків, переважно з цієї країни, прибула до Данії. Більшість із них були учасниками сіоністських піонерських організацій і прагнули підготуватися до репатріації в Палестину, здобувши аграрні навички.
Дагмар Люструп, чоловік якої володів місцевою газетою Thisted Amtstidende, надала юнакам прихисток у районі Тістеда. Вона організувала їхнє розміщення у приватних будинках у трьох навколишніх селах і домовилася з протестантськими фермерами про можливість проходження сільськогосподарського навчання. Крім матеріальної підтримки, Люструп опікувалася культурним життям підлітків, організовуючи регулярні зустрічі та освітні заходи.
Ситуація ускладнилася після окупації Данії німецькими військами у квітні 1940 року. У листопаді того ж року з'явилося розпорядження про примусове виселення єврейського населення з північної Ютландії, стратегічного району для вермахту. Люструп менш ніж за добу вдалося евакуювати всіх 20 підлітків до молодіжного гуртожитку біля Оденсе на острові Фюн.
5 грудня 1940 року врятовані, маючи імміграційні сертифікати, вирушили до Швеції, а згодом, через територію Радянського Союзу, дісталися до Палестини.

## Вшанування
Після війни Дагмар Люструп підтримувала зв’язок із колишніми підопічними, виявляючи постійний інтерес до їхньої долі. Її гуманістична діяльність не була забута: 2 жовтня 1984 року вона була визнана Праведницею народів світу ізраїльським Меморіальним інститутом Голокосту Яд Вашем.